# Martín Alarcón
Martín Carlos Alarcón ou simplesmente Alarcón (Formosa, 25 de dezembro de 1928 – 30 de novembro de 1988) foi um ex-futebolista argentino que atuava como atacante.

## Carreira
O atacante baixo, habilidoso e muito rápido começou sua carreira em 1945 no modesto Sportivo Patria de sua cidade natal. Anos depois, o técnico da Seleção Paraguaia Manuel Fleitas Solich o ajudou a conseguir um contrato com o Libertad.
Em 1951, retornou à Argentina para jogar pelo River Plate, onde teve pouco sucesso competindo com jogadores como Angel Labruna, Felix Loustau e Walter Gomez por uma posição de atacante.
Assim, em 1952, retornou ao Libertad. Depois de competir sem muito sucesso na Copa Rio de 1952, o Libertad se tornou vice-campeão no campeonato nacional. Em 1953, o Libertad se tornou novamente vice-campeão no campeonato, e os jogadores do clube compunham a maioria da Seleção Paraguaia que no mesmo ano venceu pela primeira vez o Campeonato Sul-Americano.
Em janeiro de 1954, Martín Alarcón mudou-se para o Brasil, onde se juntou ao America-RJ, treinado por Martim Francisco, a quem é creditado a introdução do sistema 4-2-4 no país. No clube, Alarcón foi vice-campeão do Campeonato Carioca de 1954 e 1955, em ambas as ocasiões perdendo o título para o Flamengo. Em uma série melhor de três para o título de 1955, o America perdeu a primeira partida para o Flamengo por 0–1 e venceu a segunda por 5–1. Na partida decisiva, em 6 de abril de 1956, no Estádio do Maracanã, diante de quase 140.000 espectadores, um público recorde para o América, Alarcón teve que deixar o campo no início do primeiro tempo após uma entrada do zagueiro do Flamengo Tomires. Substituições não foram permitidas então e o equilíbrio da partida pendeu para o Flamengo, treinado por Fleitas Solich, que acabou vencendo por 4–1, conquistando assim seu terceiro título consecutivo.
Alarcón, que às vezes é considerado o melhor jogador desta era do América, teve mais dois bons anos com o clube em 1956 e 1957, no último ano marcando 14 gols no Campeonato do Rio, sua maior contagem de todos os tempos. No entanto, o América teve que se contentar com o 5º e 6º lugares. De meados de 1958 em diante, Alarcón recebeu pouco ou nenhum tempo de jogo. Por fim, no início de 1960, ano em que o América venceria seu sétimo e até então último Campeonato do Rio, Alarcón deixou o clube. Pelo clube, só ganhou um torneio, em taça amistosa no Peru.
Em janeiro de 1960, ele se juntou ao Millonarios da Colômbia. Com o clube, sob o comando do técnico Gabriel Ochoa Uribe, venceu os campeonatos nacionais de 1961 e 1962.

### Títulos
- Vice-campeão do Campeonato de Paraguai: 1952, 1953
- Vice-campeão do Campeonato Carioca: 1954, 1955[1]
- Campeonato Colombiano: 1961, 1962